# Pierre Dugua de Mons
Pierre Dugua, sieur de Mons o de Monts (1558 – 1628), è stato un esploratore francese.
Fu governatore dell'Acadia e fondatore del primo insediamento in Canada.
Era figlio di Guy Du Gua e Claire Goumard. Sposò Judith Chesnel dalla quale non ebbe figli. Di religione calvinista, de Mons si distinse per aver combattuto per la causa del futuro re Enrico IV durante le guerre di religione in Francia. Successivamente il re gli concesse una pensione di 1200 corone e la carica di governatore della città di Pons nel Saintonge.
Sembra che de Mons avesse fatto già dei viaggi negli ultimi anni del Cinquecento, uno dei quali era nella spedizione di Pierre de Chauvin de Tonnetuit a Tadoussac nel 1600. La Francia iniziava ad interessarsi del Canada come colonia non solo di sfruttamento delle risorse, ma anche di popolamento. Dopo alcuni problemi finanziari, lo stato abbandonò queste imprese a favore di intese con compagnie commerciali, in virtù delle quali si concedeva il privilegio di commerciare con gli indiani in cambio di popolare la Nuova Francia. Fino ad allora si erano fatti pochi tentativi di popolare la colonia ed erano finiti tutti in modo miserevole. Nel 1603 de Mons accettò dal re il privilegio di commerciare le pellicce contro l'impegno di popolare il Canada e di convertire gli indiani alla fede cristiana. Divenne anche luogotenente generale dell'Acadia del Canada e degli «altri luoghi della Nuova Francia».
De Mons si mise immediatamente all'opera: fondò una compagnia commerciale con i mercanti di Rouen, Saint-Malo, La Rochelle e Saint-Jean-de-Luz. La nuova compagnia vide la luce il 9 febbraio 1604 con un capitale di 90.000 livres. Il principale collaboratore di de Mons era Corneille de Bellois, un mercante di origine olandese di Rouen; de Mons ritirò subito l'incarico a de Bellois quando il nipote di quest'ultimo, Daniel Boyer, fu colto in flagrante a commerciare illegalmente le pellicce nel 1606. Potendo equipaggiare una spedizione, de Mons noleggiò delle navi, acquistò degli approvvigionamenti e reclutò l'equipaggio, formato dalle figure più disparate, artigiani, muratori, vagabondi, architetti e soldati, ai quali si aggiunsero anche dei nobili. De Mons invitò Samuel de Champlain ad unirsi alla spedizione come geografo e cartografo.
Nella primavera del 1604 de Mons inviò tre navi in direzione del San Lorenzo per commerciare le pellicce. Allo stesso tempo si affrettò a noleggiare due navi per esplorare e colonizzare il territorio. La prima di queste navi, comandata da François Gravé Du Pont, partì il 7 marzo da Le Havre. La nave di de Mons partì tre giorni dopo e arrivò in Acadia l'8 maggio, dove era atteso da Du Pont. Qualche giorno dopo de Mons catturò la nave di un contrabbandiere. Il giorno dopo, mentre la spedizione di de Mons stava esplorando una baia vicina, un mouton (montone) cadde in mare. De Mons nominò questo luogo Port-au-Mouton. De Mons decise di fermarsi nonostante Jean Raullau, il suo segretario, e Samuel de Champlain avessero deciso di esplorare la baia di Fundy in una scialuppa della nave. Al ritorno dei due uomini si decise di spostare la nave nella baia Sainte-Marie dove venne lasciata, poiché de Mons e Champlain vollero esplorare questi luoghi sconosciuti alla ricerca di un posto dove insediarsi. La spedizione riuscì a penetrare nell'attuale Nuovo Brunswick. Alla fine venne scelta Dochet Island, chiamata Île Saint-Croix, per costruire un insediamento nel quale la spedizione di de Monts passò l'inverno 1604-05. Nella primavera del 1605, dopo che erano arrivate le navi di François Gravé Du Pont, de Mons decise di trasferire l'insediamento altrove e incaricò Samuel de Champlain di esplorare le coste dell'attuale Nuova Inghilterra. La ricerca di Champlain diede esito negativo, così de Mons ordinò la costruzione della colonia nell'attuale Nova Scotia; venne così fondata Port-Royal. Subito dopo de Mons dovette far rotta verso la Francia perché la compagnia commerciale aveva dei problemi finanziari.
De Mons partì per la Francia nel settembre 1605. Dopo la traversata dell'oceano, de Mons fu messo al corrente che molti mercanti, che non facevano parte della compagnia, cercavano di far annullare il suo monopolio, e quindi decise di restare in Francia per difendere i suoi interessi. il 13 maggio 1606, avendo ottenuto l'appoggio di diversi mercanti, de Mons inviò in Acadia una nave piena di approvvigionamenti. Questa spedizione arrivò verso la fine di luglio, scoprendo che alcuni contrabbandieri baschi avevano preso gran parte delle pellicce.
Nel 1607 de Mons fu informato, da una lettera portata da Jean Ralluau, che il suo monopolio sarebbe stato annullato. Nell'autunno la compagnia di de Mons venne liquidata. Nonostante il bilancio in rosso della sua compagnia, de Mons riuscì fortunatamente a prolungare il suo monopolio per un altro anno, garantendo però di stabilire una colonia sul San Lorenzo e di rinnovare gli sforzi per colonizzare il Canada. Raccolse del denaro in vista di una nuova spedizione organizzata da Lucas Legendre. La spedizione contava tre navi: una doveva recarsi a Port-Royal, un'altra nel bacino del San Lorenzo, la terza a Québec, dove si doveva fondare un insediamento sotto la direzione di Champlain. L'impresa ebbe uno scarso successo; tuttavia in quell'occasione venne fondata la città di Québec. Il monopolio non venne rinnovato nel 1608 e quindi il commercio delle pellicce venne liberalizzato. L'abolizione del monopolio valse 6.000 livres di risarcimento per de Mons, ma la cifra non venne mai effettivamente versata. Fino all'autunno del 1611 de Mons inviò regolarmente delle navi piene di provviste per i coloni.
Nel 1612 Champlain e de Mons riuscirono a far concedere il titolo di viceré al conte di Soissons, poi al principe di Condé. Grazie alla protezione del principe di Condé, de Mons fu in grado di fondare una compagnia dotata di certi privilegi e così continuò a partecipare attivamente al commercio e alla colonizzazione del Canada fino al 1617. In quell'anno si ritirò nel suo castello nelle Ardenne, dove morì nel 1628. Restò azionista di varie compagnie fino al 1622.